# Clemens Winkler
Clemens Alexander Winkler (26. prosince 1838 Freiberg – 8. října 1904 Drážďany) byl německý chemik. V roce 1886 objevil prvek germanium, čímž potvrdil předpověď Dmitrije Ivanoviče Mendělejeva, který předpověděl existenci prvku s těmito vlastnostmi.

## Život
Winkler se narodil ve Freibergu v Sasku Kurtu Winklerovi, což byl známý chemik, který studoval pod Berzeliem. Winklerovo vzdělání probíhalo na školách ve Freibergu, Drážďanech a Chemnitzu. V roce 1857 nastoupil na Freibergskou univerzitu hornictví a technologie. O šestnáct let později byl Winkler jmenován profesorem chemické technologie a analytické chemie na univerzitě. Winkler byl v roce 1892 zvolen členem Královské švédské akademie věd. V roce 1893 se Winkler přestěhoval do Hamburku, kde se oženil s Tanjou Braunovou. V roce 1902 Winkler rezignoval na svou profesuru. O dva roky později zemřel v Drážďanech na karcinom ve věku 65 let.